# Emili Giménez Garcia
Emili Giménez Garcia (Yeste, Província d'Albacete, 9 d'agost de 1955 - Ventajola, Puigcerdà, Baixa Cerdanya, 2 de juny de 2020) fou un fotògraf i fotoperiodista cerdà. Entre els anys 1999 i el 2007 fou tinent d'alcalde i regidor de cultura de l'Ajuntament de Puigcerdà. De ben jove va iniciar-se en el món de la fotografia. Apassionat per la fotografia, a finals dels anys noranta començà a fotografiar actes i esdeveniments locals tant de Puigcerdà com d'altres pobles de Cerdanya. A partir del 2008 fou nomenat cap de premsa de l'Ajuntament de Puigcerdà.
Ha publicat en diversos diaris i revistes com ara Regió 7, Segre, el Periòdic d'Andorra, el Diari de Girona, Pànxing, Reclam, Cadí-Pedraforca o Revista de Girona entre d'altres.
Bona part del seu fons fotogràfic està dipositat a l'Arxiu Comarcal de la Cerdanya i compta amb més de 270.000 documents que representen el testimoni de finals del segle XX i inicis del XXI a l'Alta i la Baixa Cerdanya.